# Austrodrillia beraudiana
Austrodrillia beraudiana is een slakkensoort uit de familie van de Horaiclavidae. De wetenschappelijke naam van de soort is voor het eerst geldig gepubliceerd in 1863 door Crosse.